# Pflaumen-Zipfelfalter

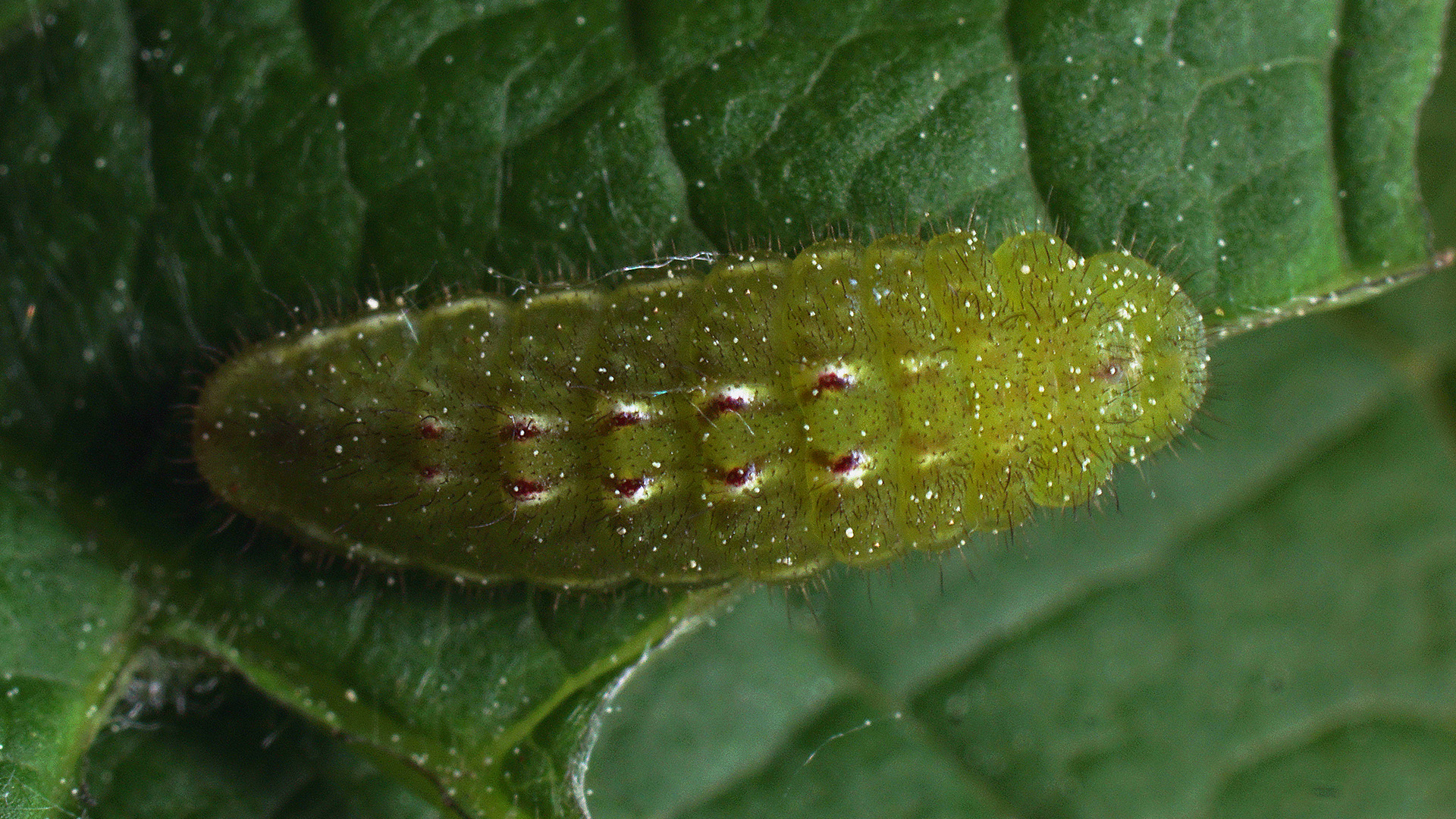
Raupe

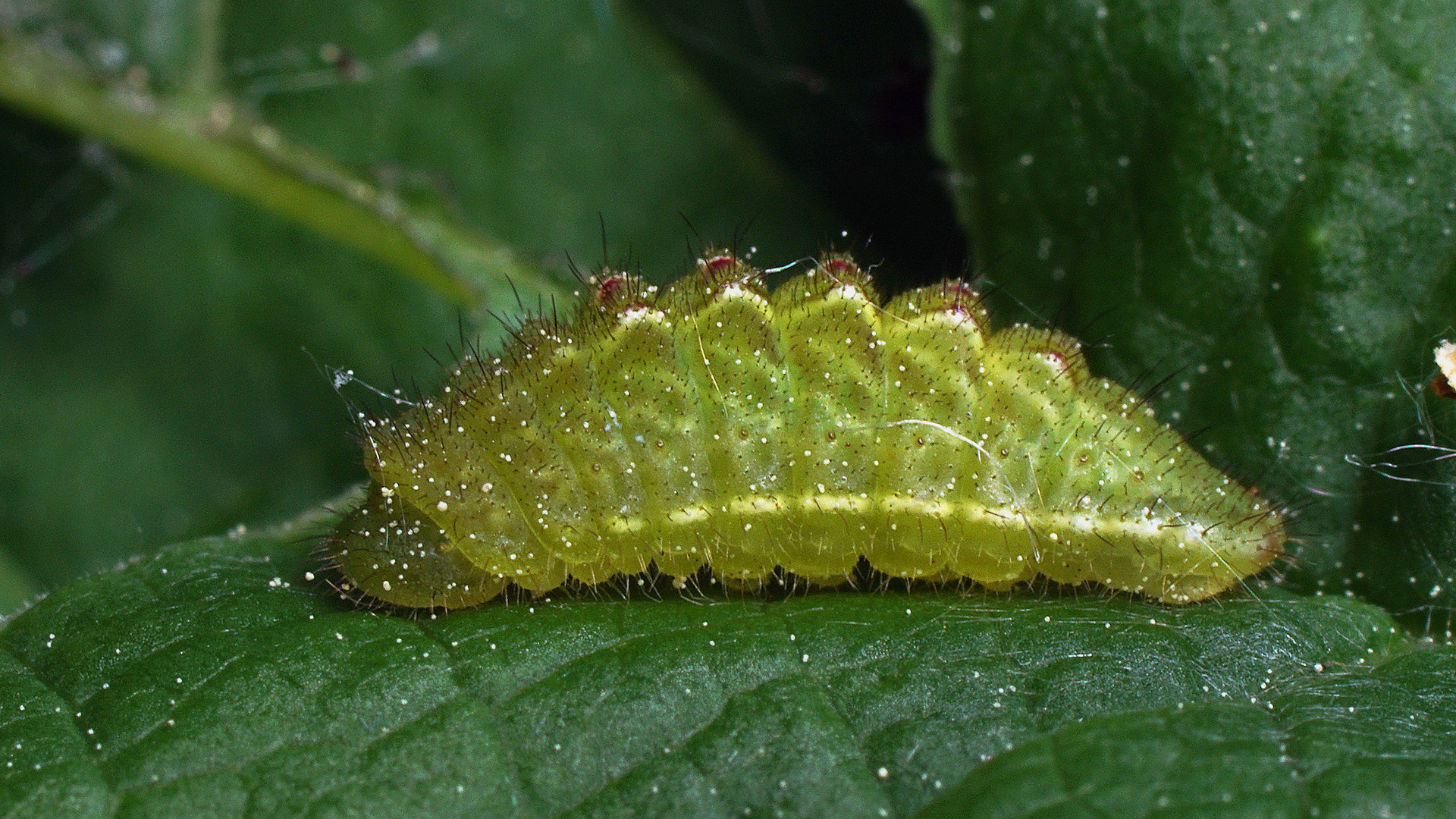
Raupe, Seitenansicht

Der Pflaumen-Zipfelfalter (Satyrium pruni) ist ein Schmetterling (Tagfalter) aus der Familie der Bläulinge (Lycaenidae). Das Artepitheton leitet sich von den Pflanzenarten der Gattung Prunus ab, deren Blätter eine Nahrung der Raupen darstellen.

## Merkmale
Oberseits sind die Flügel dunkelgraubraun mit deutlicher, nach oben auslaufender Submarginalbinde, die beim Männchen über drei Adern, beim Weibchen bis auf den Vorderflügel reicht. Auf der graubraunen Flügelunterseite fällt eine weiße, unterbrochene Linie in der Postdiskalregion auf, sowie eine über den ganzen Hinterflügel reichende, breite, orange, mit dicken schwarzen Punkten gezeichnete Submarginalbinde, in der unterhalb des namensgebenden Flügelfortsatzes, dem „Zipfel“, ein kleiner Silberfleck zu sehen ist. In der Diskal- und Basalregion finden sich keine Punkte oder Zeichnung. Der Pflaumen-Zipfelfalter kann mit anderen Zipfelfaltern verwechselt werden, die Unterschiede sind jedoch eindeutig (v. a. Breite der Binde) und lassen einen fotografischen Nachweis zu.

## Flugzeit
Satyrium pruni ist einbrütig, d. h., er bringt nur eine Generation hervor, die je nach Lokalität von Mitte Mai bis Ende Juli fliegt.

## Lebensraum
Windgeschützte, warme Schlehenhecken und Pflaumenbäume.

## Lebensweise
Die Eier überwintern in den Astgabeln, an den Ästen sowie an den Stämmen der Futterpflanzen. Je nach Region können die bevorzugten Standorte der Weibchen bei der Eiablage unterschiedlich sein. Die Futterpflanze ist vor allem der Schlehdorn (Prunus spinosa). Die Raupe frisst Blütenknospen, Blüten und später Blätter. Die Falter saugen gerne an Gewöhnlichem Liguster (Ligustrum vulgare), Holunder (Sambucus) und Brombeeren (Rubus fruticosus), scheinen also eine Präferenz für weiße Blüten zu haben.

## Verbreitung
Satyrium pruni ist verbreitet von Südfrankreich bis Sibirien, Mongolei und Japan. Nördlich kommt die Art bis Südfennoskandinavien vor, mit Ausnahme Nordfrankreichs. Stellenweise ist die Art gefährdet, da Hecken entfernt wurden oder auswachsen.
- Rote Liste Sachsen: 2
- Rote Liste Bayern (2016): V